# Enderleinellus
Enderleinellus ist eine Gattung der Tierläuse, deren Vertreter als Ektoparasiten Hörnchen befallen. Die Gattung ist, wie die übergeordnete Familie, nach dem deutschen Entomologen Günther Enderlein benannt.

## Merkmale
Der Kopf ist rundlich, die Schläfen treten kaum hervor. Der Saugrüssel liegt an der Kopfunterseite. Die Antennen haben fünf Glieder. Die beiden ersten Beinpaare sind etwa gleich groß und haben je eine spitze Kralle, das dritte Beinpaar ist deutlich größer und trägt eine stark chitinisierte Kralle. Die kleinen Stigmen liegen auf dem Mesothorax und dem dritten bis achten Abdominalsegment. Jedes Sternit und Tergit trägt eine Reihe kräftiger Borsten (Setae). Das zweite abdominale Sternit trägt zwei Fortsätze. Die Pleuren sind deutlich abgegrenzt und tragen kleine Fortsätze. Sie sind gekerbt und in der Kerbe sitzt eine Borste.
Diagnostische Merkmale für die Gattung sind:.
- Thorax mit Sternalplatte
- Abdominalsegment 2 mit einem Paar sternaler Skleriten unabhängig von der Sternalplatte
- Paratergalplatten unabhängig von Tergalplatten, aber keine Seitenplatten
- Sternal- und Tergalplatten vorhanden

## Arten
Die Gattung enthält etwa 50 Arten:
- Enderleinellus arizonensis
- Enderleinellus blagoveshtchenskyi
- Enderleinellus brasiliensis
- Enderleinellus corrugatus
- Enderleinellus deppei
- Enderleinellus disparilis
- Enderleinellus dolichocephalus
- Enderleinellus dremomydis
- Enderleinellus euxeri
- Enderleinellus extremus
- Enderleinellus ferrisi
- Enderleinellus gambiani
- Enderleinellus heliosciuri
- Enderleinellus hondurensis
- Enderleinellus insularis
- Enderleinellus kaibabensis
- Enderleinellus kellogi
- Enderleinellus krochinae
- Enderleinellus kumadai
- Enderleinellus larisci
- Enderleinellus longiceps
- Enderleinellus malaysianus
- Enderleinellus marmotae
- Enderleinellus menetensis
- Enderleinellus mexicanus
- Enderleinellus microsciuri
- Enderleinellus nannosciuri
- Enderleinellus nayaritensis
- Enderleinellus nishimarui
- Enderleinellus nitzschi
- Enderleinellus oculatus
- Enderleinellus osborni
- Enderleinellus paralongiceps
- Enderleinellus platyspicatus
- Enderleinellus pratti
- Enderleinellus propinquus
- Enderleinellus puvensis
- Enderleinellus replicates
- Enderleinellus sciurotamiasis
- Enderleinellus suturalis
- Enderleinellus tamiasciuri
- Enderleinellus tamiasis
- Enderleinellus urosciuri
- Enderleinellus venezuelae
- Enderleinellus zonatus